# Kodak DCS 520

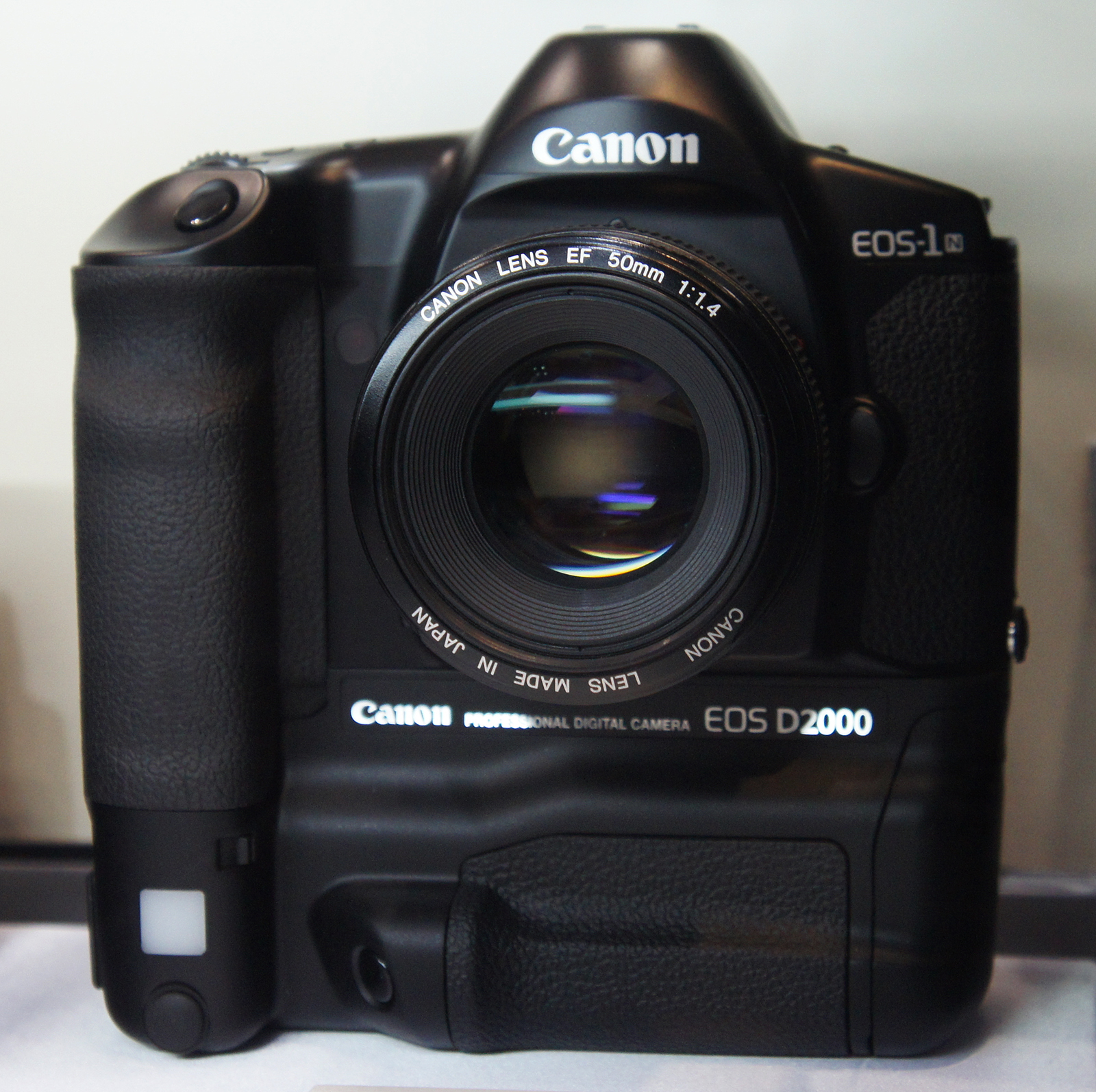
Canon D2000

Die Kodak DCS 520 (auch Kodak Professional DCS 520) ist eine digitale Spiegelreflexkamera des US-amerikanischen Herstellers Kodak, die von März 1998 bis 2001 vertrieben wurde. Sie war baugleich auch bei Canon als Canon EOS D2000 im Vertrieb, anfangs nur in Japan. Die Kodak DCS 520 war die erste digitale Spiegelreflexkamera mit eingebautem Bildschirm zur Anzeige der aufgenommenen Bilder.
Die Kodak DCS 520 entstand durch Umbau aus der Kleinbildspiegelreflexkamera Canon EOS-1N und trägt daher auch deren Markenschriftzug und Typenbezeichnung. An das EF-Bajonett können EF-Objektive verschiedener Hersteller angeschlossen werden. Sie besitzt einen 2-Megapixel-CCD-Bildsensor mit Bayer-RGB-Filter. Der Formatfaktor beträgt 1,6. Die Bilder der Kamera werden auf PCMCIA-ATA-Typ-II- und -III-Karten gespeichert. Die Kamera besitzt einen FireWire-Anschluss und verfügt über eine monophone Audioaufnahme-Funktion. Erstmals wurde ein Anti-Alias-Filter eingebaut, aufgrund des Umbaus wurde er vor dem Spiegelkasten angebracht. Er kann gegen einen Infrarotfilter getauscht oder auch ganz weggelassen werden.
Im September 1998 folgte die höher auflösende DCS 560. 2001 wurde die Kooperation zwischen Kodak und Canon beendet und der Vertrieb eingestellt, da Canon mit dem Bau eigener digitaler Spiegelreflexkameras begonnen hatte. Ein Nachfolgemodell DCS 520X mit Xena-CMY-Farbfilter statt Bayerfilter (entsprechend der DCS 620X auf Basis der Nikon F5) gelangte nicht mehr in den Verkauf.